# Stadhuis van Buffalo
Het stadhuis van Buffalo (Engels:Buffalo City Hall) is een wolkenkrabber gelegen in Buffalo, Verenigde Staten. Het gebouw heeft een architecturale hoogte van 115,22 meter, maar is van de straat tot de top gemeten 121,31 meter hoog.
Het gebouw is een van de grootste gemeentehuizen van het land en was met een kostprijs van 6.851.546,85 dollar in de tijd van voltooiing ook een van de duurste. Het is ontworpen door Sullivan W. Jones en Dietel & Wade, en gebouw door John W. Cowper Company.
Het stadhuis was tot 1970 het hoogste gebouw in Buffalo, toen het One HSBC Center die titel overnam. Op 15 januari 1999 werd het gebouw aan de National Register of Historic Places toegevoegd.

## Geschiedenis

### Ontwerp
In 1925 schreef de architect John J. Wade een artikel in de The Buffalo Arts Journal, Choosing a City Hall Architect genaamd. Hierdoor werd hij opgemerkt door de Buffalo Common Council. In 1927 werd hij dan ook aangenomen als adviserend architect voor het ontwerp van het nieuwe stadhuis. Hiervoor werkte hij samen met de uit Buffalo afkomstige architect George J. Dietel.
In 1927 maakte Wade een ontwerp voor een 25 verdiepingen tellende toren waarop een zuilenrij bevattende achthoek zich bevond. Het ontwerp eindigde in een halfronde koepel van gekleurde tegels. Het ontwerp werd niet gehaat, maar werd toch afgewezen door de te hoge kosten en het gebrek aan oppervlak. Voor het uiteindelijke ontwerp huurde de Buffalo Common Council Sullivan W. Jones en Dietel & Wade in.

### Constructie
In 1876, het jaar waar het eeuwfeest van de Verenigde Staten plaatsvond, wees men een nieuw gemeentehuis voor Buffalo aan. Het was een grijs granieten gebouw, nu Old County Hall geheten. Tussen deze tijd en de inwijding van het huidige gebouw, verviervoudigde de bevolking zich. In 1920 erkende men dat de stad een nieuw stadhuis nodig had. Een referendum gaf de Buffalo Common Council toen toestemming om een gebied uit te zoeken en een nieuw gebouw te ontwikkelen.
Op 16 september 1929 begon met men de voorbereidingen van het gebouw. Op 14 mei 1930 werd de hoeksteen neergelegd. Op 10 november 1931 was het gebouw klaar om in gebruik te worden genomen, terwijl er in september 1930 al delen van het gebouw bezet waren. Op 1 juli 1932 werd het gebouw ingewijd, het jaar dat de stad zijn honderdste verjaardag vierde.

## Ontwerp

### Ingang

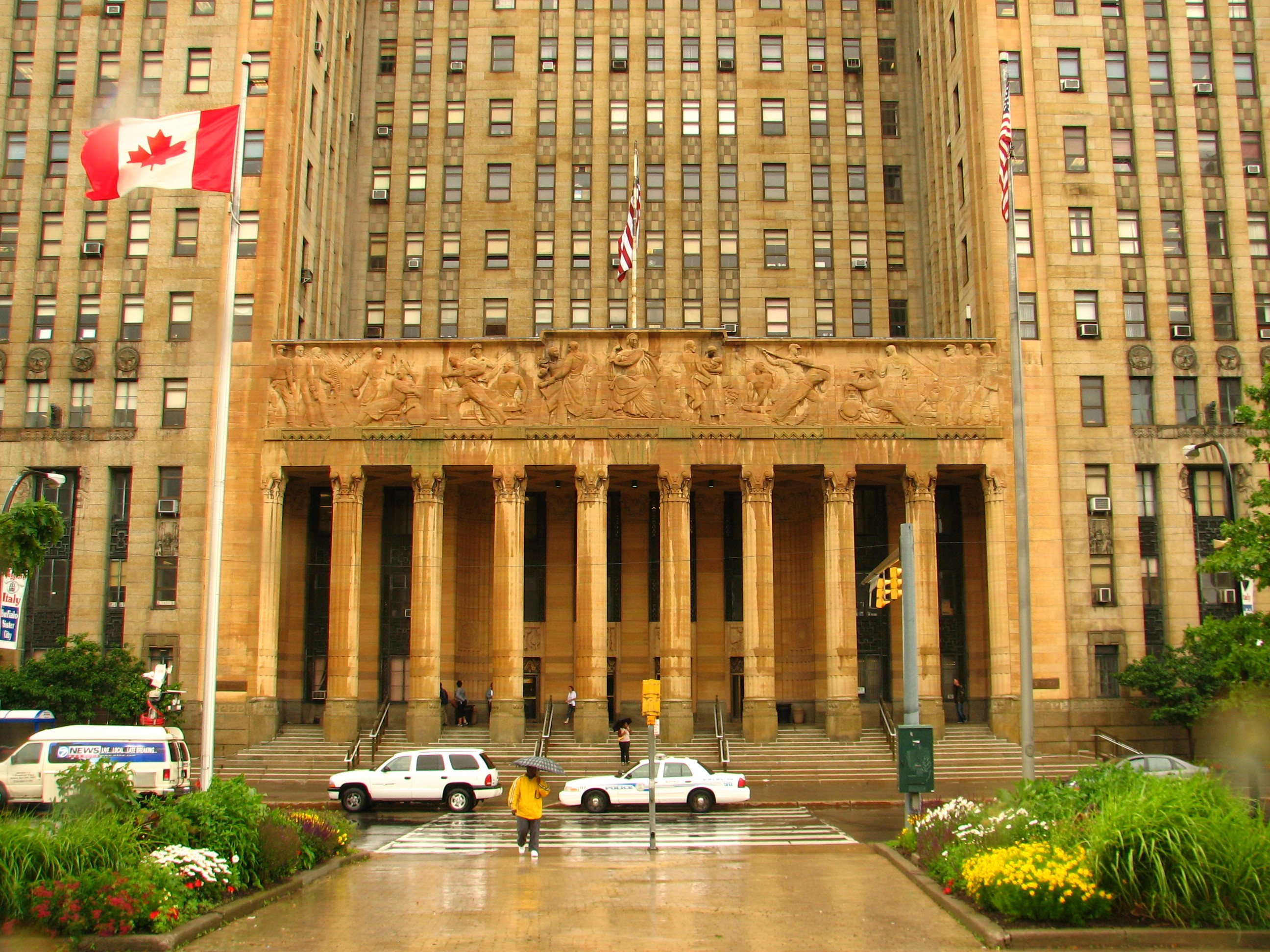
De ingang van het gebouw.

De architecten van het gebouw wilden met het gebouw de positieve kanten van het leven uitdrukken, en niet de negatieve kant, zoals dit al eerder in de geschiedenis gedaan was. Men wilde met glas, steen en staal bereiken, wat de Grieken met steen en hout hadden bereikt. Het gebouw is in de stijl van art deco ontworpen. Zowel het exterieur als het interieur bevatten symbolische figuren en decoraties, die naar een industrieel thema verwijzen.
De ingang van het gebouw bestaat uit meerdere eenheden, die zuilen en lateien vormen. Zij hebben een symbolische waarde. De achthoekige zuilen staan op een achthoekige granieten basis, die een moer uitbeeldt. De zuilen zelf beelden bij elkaar gebundelde riethalmen uit. Dit staat symbool voor de politieke spreuk: kracht door samenwerking. De latei bevat een met zigzagmotieven versierde lijst. Hierdoor lijkt de lijst op een zaag, dat de kracht van de industrie in Buffalo uitdrukt.
Boven de sierlijst vindt men een strook met een reliëf van een groep mensen. Het figuur in het midden, recht boven de ingang, staat voor een historicus. Zij staat, met de pen in de hand, klaar om het boek over de geschiedenis van Buffalo te openen en de volgende honderd jaar te schrijven. De eerste groep aan de linkerkant van het figuur staat voor de oude generaties van Buffalo, die kennis en raad doorgeven aan de jeugd. De tweede groep aan de linkerkant beeldt een ijzerwerker uit en staat voor de staalindustrie van de stad. De groep daar links van staat voor de vooruitgang van de universiteiten, wetenschap en geneeskunde van de stad. De groep die uiterst links staat beeldt elektriciteit uit. Hier zijn elektriciens en lijnwerkers afgebeeld, met op de achtergrond een dynamo. De eerste groep aan de rechterkant van de centrale figuur staat voor de stabiliteit en vruchtbaarheid van de bevolking, afgebeeld door een man, een vrouw en een kind. De tweede groep beeldt stuwadoor en roeiploegen uit en staat voor het belang van Buffalo's scheepvaart op het meer. De derde groep staat voor de wet en het onderwijs, de groep uiterst links voor een treinbestuurder, een kapitein en een piloot.
Onder de fries en achter de zuilen vindt men vier zandstenen panelen. De panelen staan voor de ontberingen van de Amerikaanse pioniers. De meest linker afbeelding beeldt een vrouw uit die de oogst binnenhaalt, de tweede afbeelding laat een man zien die op een hert jaagt. De derde afbeelding laat een vrouw zien die een mand weeft. Uiterst rechts is een man afgebeeld die een blokhut bouwt. De Irokezen vormen een belangrijk deel van de geschiedenis van west New York. Hun betekenis werd vroeger uitgedrukt door de decoraties op vier bronzen deuren. De gravures beeldden aspecten uit van de Indiaanse cultuur van Buffalo. Tegenwoordig zijn de deuren verwijderd, om plaats te maken voor draaideuren.

### Lobby
In de vestibule, achter de draaideuren, vindt men vier pilaren met de Indiaanse symbolen voor de vier windrichtingen. Links staan storm en donder voor de noordelijke wind, rechts beelden zonnestralen en blijdschap de noordelijke wind uit. Aan het einde van de vestibule vindt men dezelfde symbolen voor de oostelijke en westelijke wind. De lobby bevat een met gekleurde tegels bekleed gewelfd dak. Hierdoor beeldt hek plafond de hoofdtooi van een Indiaans stamhoofd. Het midden van het plafond beeldt de zon uit.
In de lobby vindt men vier beeldhouwwerken, die elk een kenmerk van goed burgerschap uitbeelden, deugdzaamheid, ijver, dienstbaar en loyaliteit. De maker, Albert T. Stewart, heeft ook de friezen aan bij de ingang gemaakt. Hij zorgde ervoor dat de lijnen van de personen vanaf de schouders steeds vager worden en bij de voeten compleet opgaan in de basis. De beelden staan in een nis in een licht gekleurde stenen pijler. Terwijl de pijler hoger wordt, verandert hij in een lichte band die over het gewelfde plafond, naar de overkant gaat. Daarin is weer een nis gemaakt, waar het beeld aan de overkant instaat.
De vloer van de lobby bestaat uit vierkante tegels in twee kleuren groen, die een dambordpatroon vormen. De tegels zijn met elkaar verbonden door ingelegde messing vlinders. Om de tegels heen vindt men groen carcluth marmer. Dit marmer vormt ook een plint die door de hele lobby loopt.
Aan de voorkant van de lobby vindt men een afbeelding, Frontiers Unfettered by Any Frowning Fortress genaamd, die Buffalo als een internationale doorgang naar Canada afbeeldt. De centrale figuur in de muurschildering is een vrouw, die symbool staat voor de vrede tussen de Verenigde Staten en Canada. Zij houdt onder haar rechterarm een Amerikaanse soldaat, onder haar linkerarm houdt zij een Canadese soldaat. Achter haar bevinden de Niagarawatervallen zich. Beide soldaten houden hun eigen nationale flag vast. De Canadese soldaat houdt overigens de Union Flag vast, in plaats van de huidige Canadese vlag. De Union Flag was tot 1965 de vlag de officiële nationale vlag was. Aan de linkerkant van de vrouw, vindt men de Amerikaanse kant. Hier biedt men landbouwwerktuigen, naaimachines, textiel en auto's aan. Aan de rechterkant bieden de mensen uit Canada bont en vissen aan. Aan de Amerikaanse kant van de muurschildering vindt men het stadhuis, aan de Canadese kant is de Peace Bridge te zien. De achtergrond van de muurschildering in goudkleurig.
Aan de achterkant van de lobby vindt men de muurschildering Talents Diversified Find Vent In Myriad Form. In het midden van de schildering is een vrouwelijk figuur uit Buffalo afgebeeld. Zij is omgeven door een halo van lichtstralen. De figuur houdt een slinger vast van gouden fruit. Op de achtergrond zijn de staalindustrie en de bouw symbolisch afgebeeld. Daarnaast zijn er verschillende producten uit Buffalo afgebeeld, zoals baggermachines en vliegtuigen. Toen Wade en Dietel bezig waren met een van hun laatste inspecties, bleek dat de namen van deze twee muurschilderingen onder de verkeerde schildering waren gezet. Men moest de steen uit de muur beitelen en onder de goede muurschildering plaatsen. Hierdoor zijn de inscripties dieper in de muur dan in de rest van het gebouw.

### Gangen

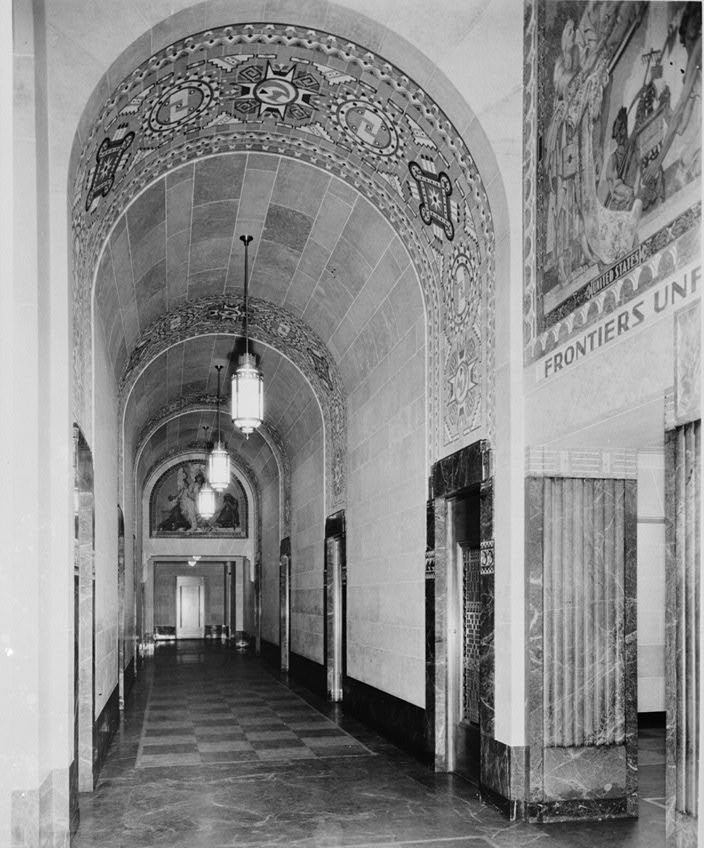
Een blik vanuit de oostelijke hal naar het noorden. Aan het einde van de gang is Protection te zien.

Vanaf de lobby lopen vier gangen verder het gebouw in. Iedere gang bevat aan het einde een muurschildering, die de diensten uitbeelden die aan de belastingbetalers geleverd worden. Zo beeld de schildering Construction de bouw uit. Hier is in het midden een mannelijk figuur afgebeeld. Links hiervan legt John Wade de laatste hand aan een model van het stadhuis. De muurschildering Education staat voor het onderwijs. Op de schildering is een zittende vrouw, omgeven door verscheidene leermiddelen, afgebeeld. De derde schildering heet Protection en staat voor de veiligheid van de burgers. De laatste muurschildering heet Charity en beeldt een vrouw in de vorm van een engel af. Zij geeft geld aan de oudere en brood aan de zwakke.

### Achterkant
Aan de achterkant van het gebouw vindt men een fries met figuren die de vijf belangrijkste gebeurtenissen in de geschiedenis van Buffalo uitbeelden. De gebeurtenissen zijn in een chronologische orde van rechts naar links geordend. De zuilen zijn gelijk aan de zuilen bij de ingang en scheiden ook de ramen van elkaar.
Uiterst links ziet men een man, gekleed als een Frans Canadese handelaar, die drie Indianen aanspreekt. Achter hem is een onvoltooid gebouw te zien. De datum, 1758, is in de achtergrond gegraveerd. In dat jaar is het eerste, niet Indiaanse, gebouw voltooid. Op de plek van het huidige Buffalo. In 1785 bouwde Daniel Chabert Joncaire een huis, een schuur, een stal en een smederij bij de monding van de Buffalo River.
De tweede groep personen beelden een gebeurtenis uit 1803 uit. De afbeelding laat Joseph Ellicott zien, die instructies geeft aan een team van landmeters van de Holland Land Company. Zij staan op het punt om het stratenplan aan te leggen. De middelste groep beeldt het jaar 1810 uit. Toen gaf de redenaar van de Seneca, Red Jacket, een rituele Tomahawk. De bijl maakt nu deel uit van de collectie van de Buffalo and Erie County Historical Society. De afbeelding staat voor de goede relatie tussen Buffalo en de Senecas. De afbeelding hier rechts van toont een de bouw van de eerste haven van Buffalo in 1820. De drijfveer achter dit project was Samuel Wilkeson. De laatste en meest linker afbeelding beeldt 1825 uit. In dit jaar opende men het Eriekanaal. Door dit kanaal begon de gestage groei van de bevolking en de welvaart in de stad.

### Common Council Chamber

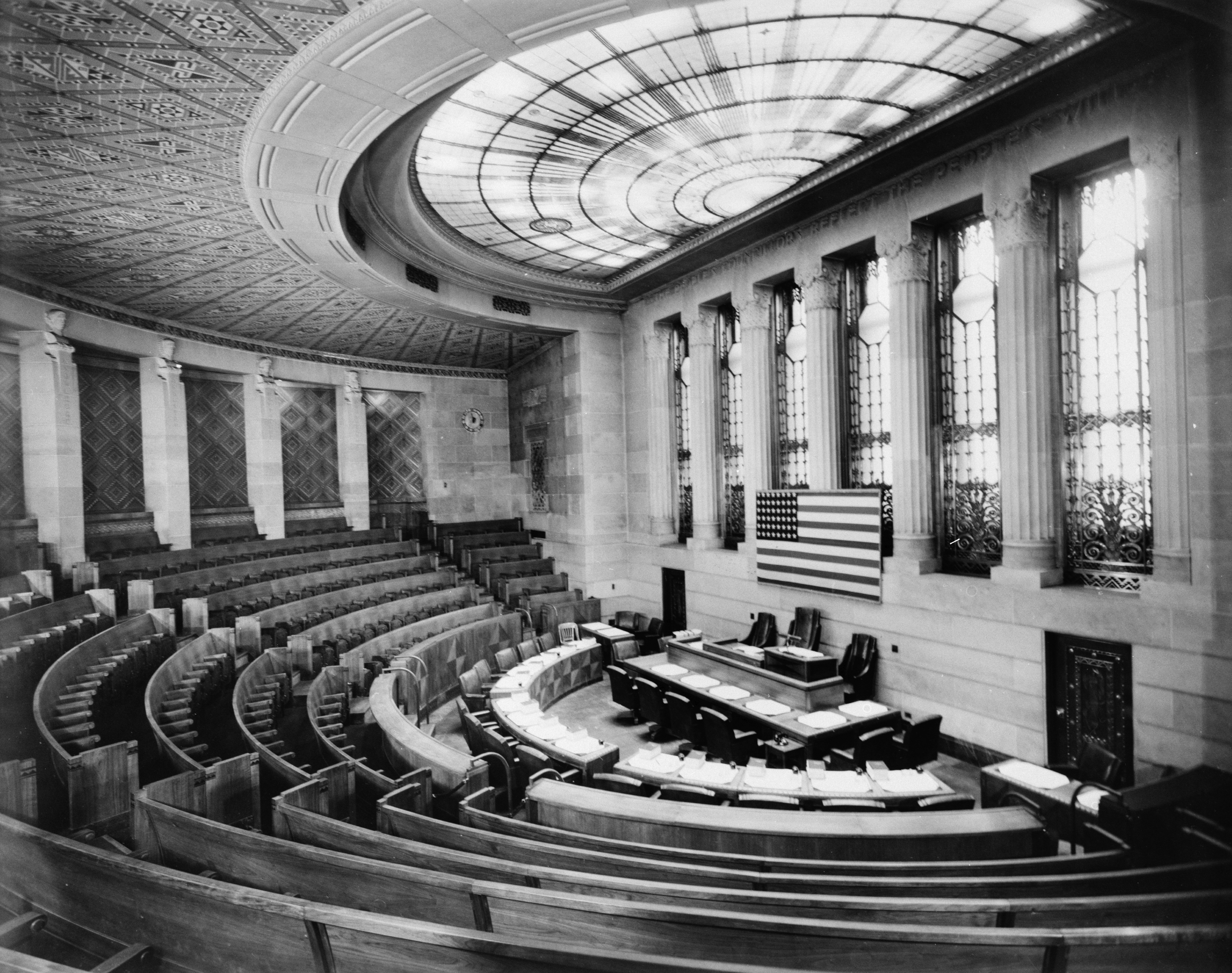
De Common Council Chamber

Op de dertiende verdieping vindt men de Common Council Chamber, waar de Buffalo Common Council bijeenkomt. De kamer heeft een halfronde vorm en is drie verdiepingen hoog. Het publiek komt de kamer binnen via drie deuren aan de achterkant van de zaal. Vanaf de deur begint een rondlopend pad, dat doorloopt tot de uiteindes van de tribunde, die naar het midden toe afloopt. Hierdoor heeft de kamer de vorm van een amfitheater.
Boven ieder van de drie deuren bevindt zich een sluisteen. Ieder van deze sluitstenen bevat een gezicht met een symbolische waarde. Het middelste gezicht staat voor wijsheid en is omgeven door kracht en autoreit. Daarnaast vindt men om de deur heen nog gravures van verschillende dieren. De hond staat voor loyaliteit, de leeuw voor moed, de havik staat voor kracht en de pelikaan voor zelfopoffering. Aan ieder kant van de middelste deur vindt men een fasces.
Aan de achterkant van de kamer vindt men een muur van grijze steen. Hierop staan zeven zuilen van Frans kalksteen. Tussen de zuilen vindt men ramen van getint glas met bronzen trailiewerk. Boven de pilaren bevindt zich een halfrond dakraam van glas-in-lood. Het glas bestaat uit zeven ringen die de lijnen van de zeven zuilen voortzetten. Het raam heeft de vorm van zonnestralen en staat symbool voor de hemel.
Het houtwerk van de kamer is ingelegd met Amerikaans walnotenhout. De kamer biedt plaats voor 383 mensen. Doordat in de tijd van de bouw, het normaal was om een hoed te dragen, is iedere stoel uitgerust met een hoedenhaak onder de stoel. Achter de stoelen vindt men twaalf pilaren. Van links naar rechts bevatten deze pilaren de woorden gerechtigheid, moed, tact, wijsheid, overeenstemming, vaderlandsliefde, liefdadigheid, prestatie, kennis, industrie, standvastigheid en filosofie. De pilaren hadden eigenlijk bustes van beroemde inwoners van Buffalo moeten bevatten. Maar men kon niet beslissen wie uiteindelijk in de kamer kwamen. Daarom stelden de architecten voor om de pilaren te gebruiken om de goede eigenschappen van de raadsleden uit te drukken. De raad stemde hier mee in.

### Observatiedek

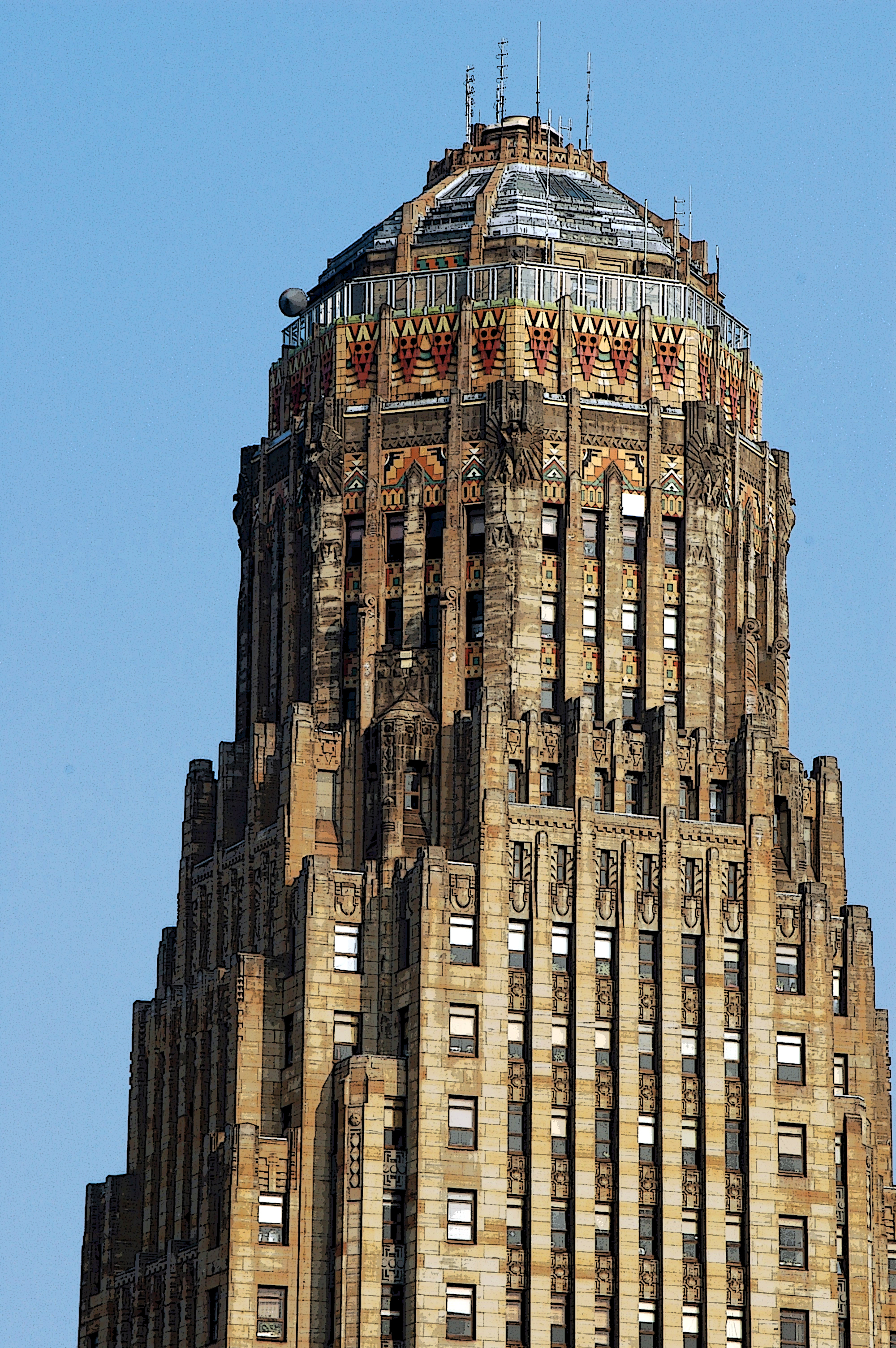
Boven de rode driehoeken vindt men het pad om de koepel heen.

Net onder de top van glas en staal vindt men het observatiedek van de toren. Het punt ligt op circa 109,7 meter hoogte en biedt een uitzicht van 360° over de hele stad. Doordat de toren naar boven toe terugspringt, stoppen de liften bij de vijfentwintigste bouwlaag. Om bij het observatiedek te komen, moet men via de trap naar de achtentwintigste laag. Op dit niveau vindt men deuren die naar een smal pad om de koepel heen leiden. Doordat het gebouw bij de rood en geel gekleurde terracotta band terugspringt, ontstaat er een smalle rand waar men op kan lopen.
Bij de voltooiing van het gebouw was men bang dat de plaats aantrekkelijk zou zijn voor suïcidale personen. Door de jaren heen zijn er meerdere pogingen gedaan, waarvan sommige succesvol. Een opvallende poging was die van Robert Leroy Wayne Jackson in 1976. Hij viel ongeveer 91 meter waarna hij zichzelf spietste op de vlaggenmast die boven de ingang staat.

### Gevel
De gevel van het gebouw bestaat uit zandsteen, kalksteen, graniet en gekleurde terracotta tegels bij de top van het gebouw. De gevel telt 1520 ramen.
Naast zes ramen, in de basis van het gebouw, vindt men twee figuren, twaalf in totaal. De figuren vormen de zijkanten van de ramen en lijken de stenen erboven te dragen. De figuren zijn ontworpen door John J. Wade en zijn gemaakt door Rene P. Chambellan. Ze zijn gemaakt van grijs kalksteen uit Minnesota.
De top van het gebouw wordt versierd met gekleurde tegels. Iedere zijde van de octogonale toren bevat drie pilasters. De pilaster stopt in het midden van een met gekleurde tegels versierde band. De twee buitenste pilaster worden dunner bij de bovenkant van de gekleurde band. De hoeken van de octogoon eindigen bij een gebeeldhouwde arend met gespreide vleugels. Net onder de koepel vormen driehoekige, felgekleurde tegels grotere driehoekige vormen. Deze rand staat zowel voor de kroon van de Queen City of the Lakes, een bijnaam van Buffalo, als voor de energie-uitbarsting op de vlag van de stad.